# Desa Sukamaju (administrativ by i Indonesien, Jawa Barat, lat -6,18, long 107,11)
Desa Sukamaju är en administrativ by i Indonesien.   Den ligger i provinsen Jawa Barat, i den västra delen av landet, 29 km öster om huvudstaden Jakarta.